# Crise du XIe siècle

La crise du XIe siècle est une succession de désastres qui affectèrent une vaste région s’étendant de l’océan Atlantique jusqu'à l’Asie centrale entre environ 940 et environ 1150. Entre ces deux dates, l’Empire byzantin, les principautés chrétiennes orientales et les principaux États musulmans furent secoués par des troubles politiques profonds et des crises économiques importantes. Ces catastrophes se sont traduites par une nette diminution de l’importance des mondes musulman et byzantin par rapport à l’Inde, la Chine et l’Europe à partir de la fin du Moyen Âge.
Les événements qui ont secoué les mondes arabe, byzantin et persan pendant la crise du XIe siècle n’ont que récemment été liés entre eux par les historiens. Auparavant, les grandes phases de la crise étaient considérées indépendamment. Un premier essai de systématisation se trouve sous la plume de Pierre Guichard en 1998. Puis, en 2012, l’universitaire israélien, Ronnie Ellenblum propose de lier l’ensemble de ces évènements en leur donnant une cause climatique commune.
Ainsi, le XIe siècle est sans doute à placer parmi les grandes crises générales qui ont affecté des zones plus ou moins vastes du monde telles que l’effondrement du monde méditerranéen à la fin de l’âge du bronze, la peste de Justinien, la crise de la fin du Moyen Âge ou celle du XVIIe siècle.

## Causes
Les diverses crises qui émaillent la période 950-1150 ont individuellement reçu beaucoup d'attention, leurs origines ont été cherchées dans trois directions différentes : un recul de l'agriculture, une mauvaise gestion politique et l'influence du climat.

### Hypothèse agricole
Dans certaines régions, de nombreux éléments indiquent que dès le Xe siècle la production agricole dans l'empire Abbasside s'était effondrée depuis la mise en place du califat. Ainsi, en Mésopotamie, la somme des taxes prélevées dans les régions rurales était passée de 120 millions de dirham à la fin du VIIIe siècle à 30 millions au début du Xe siècle. Cette détérioration de la production entraîna une déstabilisation des campagnes et un nombre important de révoltes (en particulier celles des Zanj et des Qarmates) éclatèrent en Irak dès le IXe siècle. Ces mouvements insurrectionnels, suivis par d'autres qui frappèrent les villes un peu plus tard, auraient contribué à approfondir la crise en forçant une partie des communautés rurales à émigrer et en causant d'importants dommages aux ouvrages d'irrigation, diminuant encore plus la production agricole en Mésopotamie. Cette diminution avait déjà été notée par les auteurs arabes dès le VIIIe siècle.
La salinité accrue des champs en raison de travaux d'irrigation trop étendus est une cause possible de la baisse considérable de la production agricole entre la période Sassanide et la période Abbasside. L'élite qui avait émergé depuis la conquête musulmane ou qui avait perduré malgré elle, se trouva donc dans l'impossibilité de maintenir son train de vie sans augmenter les rentes qu'elle prélevait sur les campagnes. La croissance consécutive des impôts amena selon Von Sivers des révoltes rurales contre le niveau des impôts et finalement l'affaiblissement du régime. Cependant, une telle tendance séculaire vers une diminution significative des rendements agricoles ne semble pas se retrouver ailleurs dans le monde islamique ou chrétien oriental. Au contraire, dans certaines régions les VIIIe et IXe siècles semblent avoir connu une amélioration notable de leurs productions agraires en partie grâce à l'adoption de nouveaux cultivars venus d'Orient, de nouvelles techniques et au développement des échanges. À tel point que l'on a pu parler pour les trois siècles qui suivirent la conquête musulmane de "révolution agricole".

### Hypothèse institutionnelle
Certains historiens ont eu un jugement particulièrement sévère à l'égard de la façon dont les mondes musulman et byzantin furent dirigés avant et pendant la crise. Ainsi, la succession de conflits civils qui affectèrent l'Irak du début du IXe siècle au milieu du Xe siècle sont parfois considérés comme des causes directes de la dépression économique traversée par le califat abbasside. La rébellion des Qarmates aurait ainsi fragilisé les communautés sédentaires au profit des nomades et durablement perturbé le commerce du Golfe.
L'importance du gouvernement (l'État abbasside en particulier) dans l'entretien des infrastructures hydrauliques implique aussi que les périodes de troubles et de crises fiscales entraînaient des baisses considérables de la production agricole. Sans compter que les armées en campagne endommageaient couramment ces installations. Le développement de l'iqta, un système d'entretien de l'armée sur un modèle féodal qui prend un essor important au milieu du Xe siècle a aussi été considéré comme un développement dommageable pour la santé économique du monde musulman. Les soldats mis à la tête des iqta auraient en effet exploité la paysannerie sans retenue, au point de forcer une partie de la population rurale à s'enfuir pour éviter le poids de plus en plus écrasant des taxes.
Les militaires à qui des iqta étaient confiés sont aussi largement accusés de ne pas avoir reversé au pouvoir central la part des prélèvements fiscaux lui revenant. Ce manque à gagner aurait entraîné un affaiblissement du gouvernement, amenant logiquement une baisse des investissements dans les infrastructures hydrauliques et une augmentation de l'insécurité. Ainsi, un véritable cercle vicieux se serait mis en place amenant le monde musulman vers un déclin inévitable.
L'une des causes majeures d'insécurité en Irak et en Iran était la présence des ayyārun dans les villes (connus sous le nom de ahdath en Syrie). Ces gangs de jeunes gens, forts de leur nombre et de leurs soutiens politiques, rendaient parfois la situation intenable pour les marchands et les artisans vivant en ville. Une des manifestations les plus dommageables de ces gangs fut leur militantisme sunnite qui amena, par exemple, les chiites à enfermer leurs quartiers derrière des murs à Bagdad pour se protéger des raids nocturnes. L'instabilité dans les villes se traduisit souvent par des conflits inter-ethniques ou inter-religieux, voire entre cités rivales.
L'attraction particulière exercée par les villes dans la culture islamique, le poids des taxes dans les campagnes et les ravages des nomades sont tour à tour cités comme des causes immédiates de l'augmentation de la part des citadins dans la population totale. Au seuil du XIe siècle, Constantinople, Le Caire et Bagdad atteignent ainsi au moins 400 000 habitants. En Égypte, à l'image d'autres régions, l'arrivée de troupes nomades employées comme mercenaires a aussi pu faire basculer la balance démographique en faveur des villes moins taxées et amener une diminution du ratio entre producteurs et consommateurs, rendant les sociétés d'autant plus fragiles aux chocs affectant l'offre alimentaire.

### Hypothèse climatique
En Europe occidentale, la période qui s'étend d'environ 900 à environ 1200 est considérée comme un épisode climatique favorable au développement des activités humaines et en premier lieu de l'agriculture. Cependant, le même épisode semble avoir eu en Europe du Sud-Est, en Afrique du Nord et en Asie du Sud-Ouest des effets bien plus délétères. En particulier, une vague de froid semble avoir frappé ces régions à partir du début du Xe siècle. Dans le même temps, la prévalence des sécheresses dans la région a aussi augmenté remarquablement, avec en particulier une nette diminution des crues du Nil.
Le froid eu pour conséquence essentielle de rendre difficile la survie des troupeaux des peuples nomades en Asie centrale, dans la steppe ukrainienne et dans les régions désertiques d'Afrique et d'Arabie. Incapables de survivre dans ces conditions, des peuples entiers (Petchénègues, Bédouins, Seldjoukides) se mirent en mouvement, déstabilisant au passage les sociétés sédentaires et les États qu'ils traversaient et ruinant les économies. La sécheresse eut souvent des effets comparables et affectait directement la production des régions agricoles comme l'Égypte ou la Tunisie. Dominique Valérian rappelle ainsi qu'au XIIIe siècle, vers la fin de l'optimum médiéval, en Kabylie, la sécheresse rendait l'eau si rare que les pauvres devaient bénéficier de la charité d'un saint homme pour survivre. On peut noter que la prise de conscience par les historiens et les climatologistes que cet épisode climatique n'avait rien de nécessairement optimal pour les non-Européens, les a conduit à le rebaptiser "anomalie climatique médiévale".
À ce titre, la crise du XIe siècle est peut-être comparable à celle du XVIIe siècle qui vit par exemple les nomades Mandchous s'emparer du pouvoir en Chine à l'occasion du petit âge glaciaire.

## Par région

### Byzance
L'Anatolie est particulièrement touchée par la sécheresse qui s'installe au Xe siècle. Le lac de Van voit ainsi son niveau baisser considérablement. La Grèce, elle, a sans doute été moins touchée, ou plus tard comme l'indique la renaissance artistique du IXe siècle et les efforts de reconquête des territoires récemment perdus par les armées du basileus. Neville Brown émet de plus l'hypothèse que l'augmentation des tempêtes dans la région, spécialement en Anatolie à cette époque, ait pu entraîner une augmentation de l'érosion. Les sédiments perdus par les champs auraient ainsi rendu la vie des paysans-soldats de l'armée des thèmes plus précaire, et considérablement affaibli la puissance militaire byzantine.

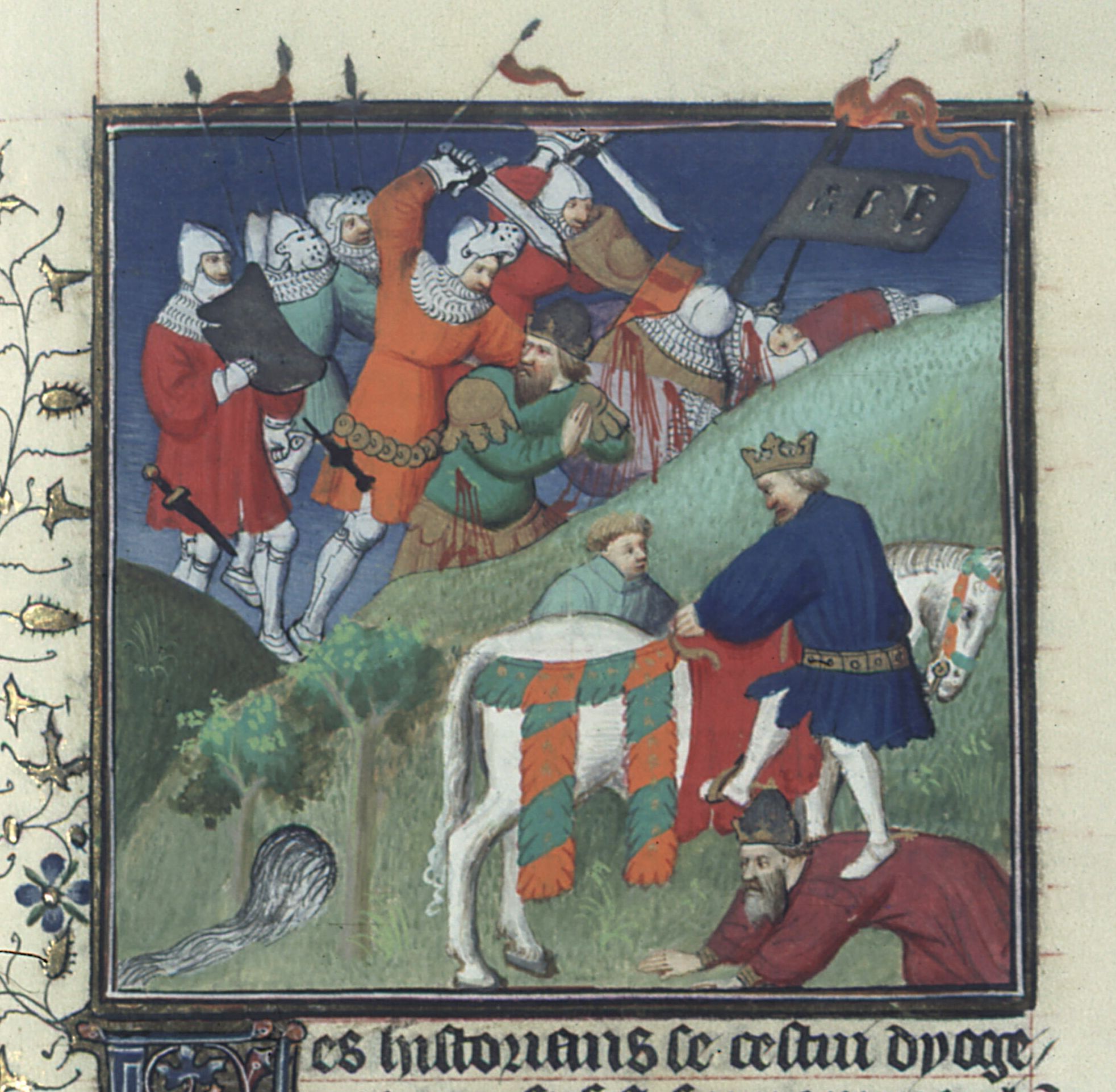
Bataille de Mantzikert vue par un miniaturiste français du XIVe siècle.

Ces évolutions ont pu avoir des avantages pour certaines populations. Ainsi, les paysans situés dans les terres en aval bénéficièrent de l'augmentation des dépôts de sédiments et les grands propriétaires ont pu se lancer dans l'élevage extensif avec le retrait des petits cultivateurs des hautes terres. Mais dans l'ensemble, l'agriculture byzantine semble bien avoir traversé une période de crise. Le pouvoir à Constantinople essaya à plusieurs reprises de limiter le développement des grands domaines nobiliaires et monastiques, en particulier pendant la dynastie macédonienne, afin de défendre la paysannerie, base de la puissance militaire byzantine, mais ces tentatives n'eurent qu'un effet limité et toujours temporaire.
Une conséquence positive de la crise fiscale fut de limiter les ardeurs belliqueuses du basileus et de certains de ses ennemis tels les califes abbassides.
À Byzance aussi, les crises économiques et dynastiques débouchent sur des tensions ethniques telles celles qui amenèrent en 1182 le massacre des marchands latins de Constantinople.

### Levant et Syrie
Dès le XIe siècle, Guillaume de Tyr, en comparant la réalité qu'il avait sous les yeux avec des sources antiques, remarque qu'à son époque la région de Jérusalem devait être particulièrement affectée par la sécheresse. À partir de l'An Mil, le niveau de la Mer Morte se met à baisser, conséquence de cette sécheresse.

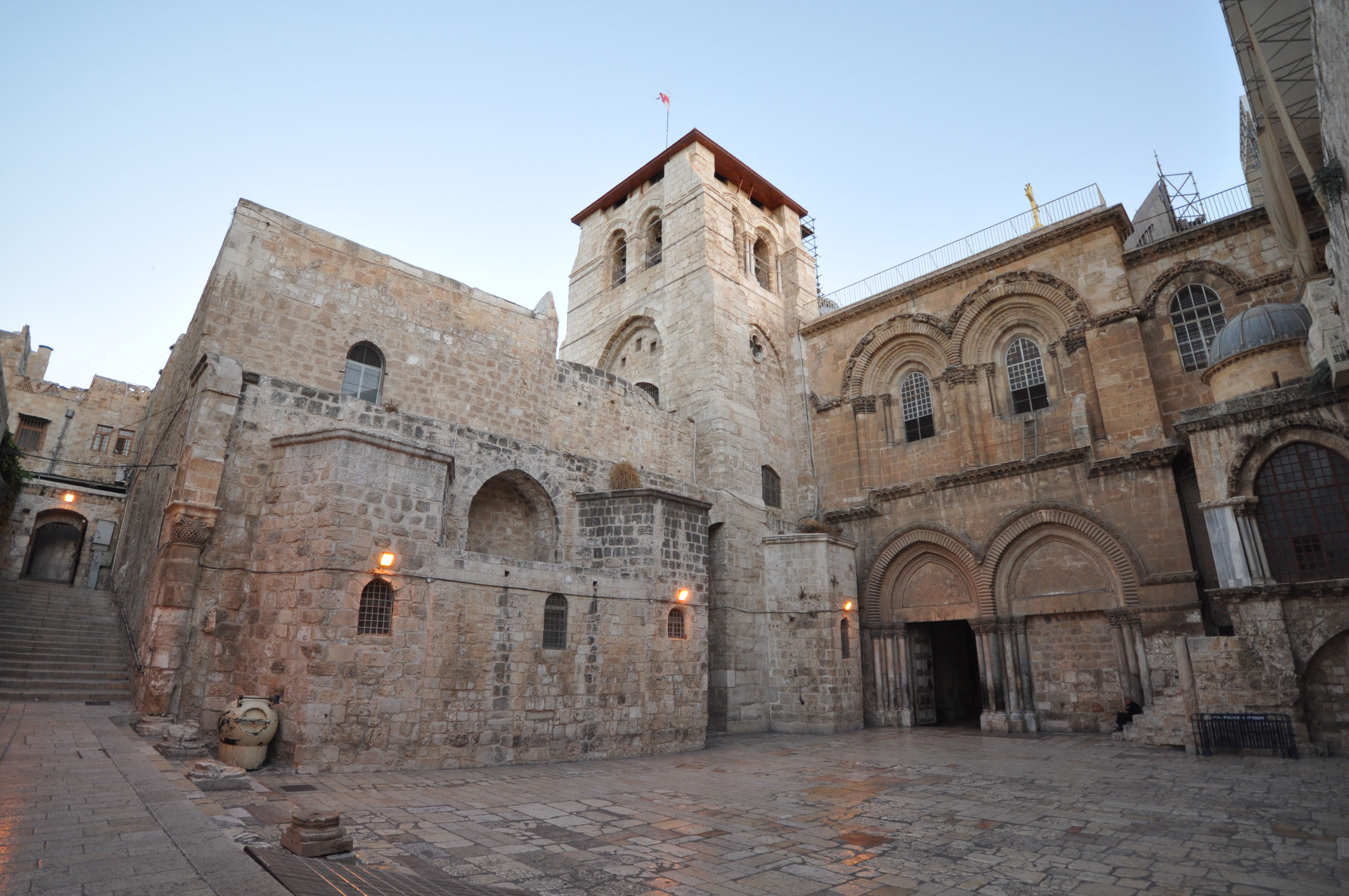
L'église du Saint-Sépulcre à Jérusalem qui fut détruite deux fois au cours de la crise du XIe siècle (en 966 et en 1009).

L'affaiblissement de l'Égypte des Ikhchidides entraîne un relâchement de leur contrôle sur la région. L'Empire byzantin sous Nicéphore Phocas en profite. Après la reconquête de Tarsus, de Chypre et de la Cilicie, les Byzantins parviennent à s'emparer d'Antioche et d'Alep.
Au niveau politique, la crise du XIe siècle au Levant se matérialise par trois phénomènes assez originaux :
- un niveau élevé de tensions inter-religieuses avec, particulièrement, les conflits entre Juifs et Chrétiens et les tentatives de conversions forcées orchestrées par le pouvoir fatimide sous le calife al-Hakim,
- les tentatives d'autonomie urbaine presque inconnues ailleurs dans le monde musulman. Tripoli et Tyr en particulier se distinguent par leurs velléités d'indépendance[22],
- l'arrivée massive des Occidentaux au cours des Croisades.

### Égypte
L'histoire de l'Égypte au XIe siècle est dominée par la perturbation du cycle de la mousson par le changement climatique global qui entraîne des périodes de sécheresse prolongées. Ronnie Ellenblum suspecte qu'en plus des épreuves qu'elles ont entraînées pour la population, l'irrégularité des crues du Nil ont précipité certains événements historiques, d'abord l'invasion fatimide en 969 puis l'affaiblissement de cette dynastie après la terrible sécheresse de 1065-1072 (connue sous le nom de al-shidda al-uzma, la Grande Calamité). Une des conséquences les plus notables des troubles qui accompagnent cette époque difficile fut l'abandon de la capitale de Fustat au profit de la nouvelle ville du Caire.
Le pays est frappé à partir du milieu du XIe siècle par une série de crues du Nil très insuffisantes pour assurer l'abondance de la récolte. Ces événements, surtout s'ils se répétaient, entraînent des famines, ou au moins des lacunes alimentaires importantes. Une crise particulièrement importante a lieu en 963-969, période au cours de laquelle six médiocres crues se succèdent, amenant le pays au bord de la ruine et facilitant sans doute grandement l'invasion fatimide. La rareté de ce type d’événement doit être soulignée. Une année de sécheresse était presque quinze fois plus probable au cours de la période 949-1072 que pendant les six siècles et demi qui la précédèrent. Aucune série de plus de deux années de sécheresse n'avait été enregistrée entre 300 et 950 alors qu'il y en aura deux au cours du siècle et demi suivant. Ces événements tout à fait exceptionnels entraînent, selon Ronnie Ellenblum, des famines de "dimensions bibliques".
La baisse de la qualité des monnaies d'or (dinars) en Égypte au cours du règne de la dynastie fatimide et qui se poursuit ensuite, laisse entrevoir le recul de l'utilisation du métal monnayé au profit du métal au poids, une évolution qui aurait pu entraîner d'importants surcoûts pour les transactions commerciales de grande ampleur. De leur côté, les monnaies d'argent (dirham) connaissent une longue période d'avilissement, perdant jusqu'à 70 % de leur contenu en métal précieux. Jere L. Bacharach note que vers la fin de la dynastie fatimide, le trésor du calife est vide, les mines d'or ne produisent plus et l'on a déjà pillé toutes les tombes de l'époque pharaonique accessibles. Toutes ces indications pointent vers une crise monétaire en Égypte au moins aussi importante que celle qui frappe à peu près au même moment l'Empire byzantin.
La crise s'accompagne de persécutions contre les minorités chrétiennes. À l'occasion des famines comme celle de 963-969, des sièges épiscopaux sont abandonnés et ne seront pas repris une fois la situation redevenue normale. En 996, les marchands italiens présents en Égypte sont, à leur tour, victimes de persécutions populaires au cours desquelles plusieurs dizaines de commerçants pisans et vénitiens perdent la vie.

### Mésopotamie
La Mésopotamie connait avant tout une crise rurale, mais les sources sont particulièrement rares et elles se concentrent surtout sur les aspects urbains des événements. Cependant un exemple peut -être trouvé dans le cas du district de Narwhan au sud-est de Bagdad. Une conjonction de facteurs amène la désertification de 10 000 kilomètres carrés de terres cultivées dans les décennies qui suivent l'An mille. Les conflits et une activité sismique d'une rare intensité entre 1094 et 1204 mettent à mal les grands canaux d'irrigation. De plus, l'accélération de l'érosion sur les plateaux anatoliens fait augmenter le niveau des champs de plusieurs mètres et les rend inaccessibles aux eaux des systèmes d'irrigation alors même que les perturbations politiques et sociales empêchent la mise en place de chantiers de grande envergure pour contrer cette évolution.

### Iran et Asie Centrale
Les hautes terres iraniennes sont parmi les régions le plus durement touchées par les changements climatiques des Xe et XIe siècles. L'activité anormale de l'anticyclone de Sibérie entraîne en particulier deux fortes vagues de froid qui dévastent l'économie de la société iranienne. La première dure de 920 à 945 et la seconde commence vers 1030 et perdure au moins jusqu'à la fin du siècle. Les conséquences politiques de cette faiblesse sont importantes puisque l'Iran est envahi trois fois en un siècle et demi par des tribus nomades, laissant le pays en ruines. Contrairement à l'historiographie traditionnelle qui attribue l'extinction de la grande culture iranienne aux invasions mongoles de 1219, la société de la région aurait déjà été très affaiblie dès la première moitié du XIe siècle.

#### Le choc économique
L'économie iranienne vers 900 est florissante. Richard Bulliet remarque en particulier que la production de coton est sans doute le secteur le plus actif de l'économie iranienne, permettant une pénétration de l'économie monétaire dans les campagnes, une très forte urbanisation et un fort rayonnement culturel.
Mais les vagues de froid ont pour effet de faire reculer vers le sud la culture du coton et cette industrie semble avoir presque disparu des régions où elle avait dominé, au nord et à l'est. Les difficultés de ravitaillement ont aussi raison des grandes cités dont certaines passent soudainement du rang de grande agglomération presque à celui de simple hameau (Bulliet mentionne en particulier le cas de Nishapur). Le coton ne redeviendra pas un élément important de l'économie iranienne avant le XIXe siècle.

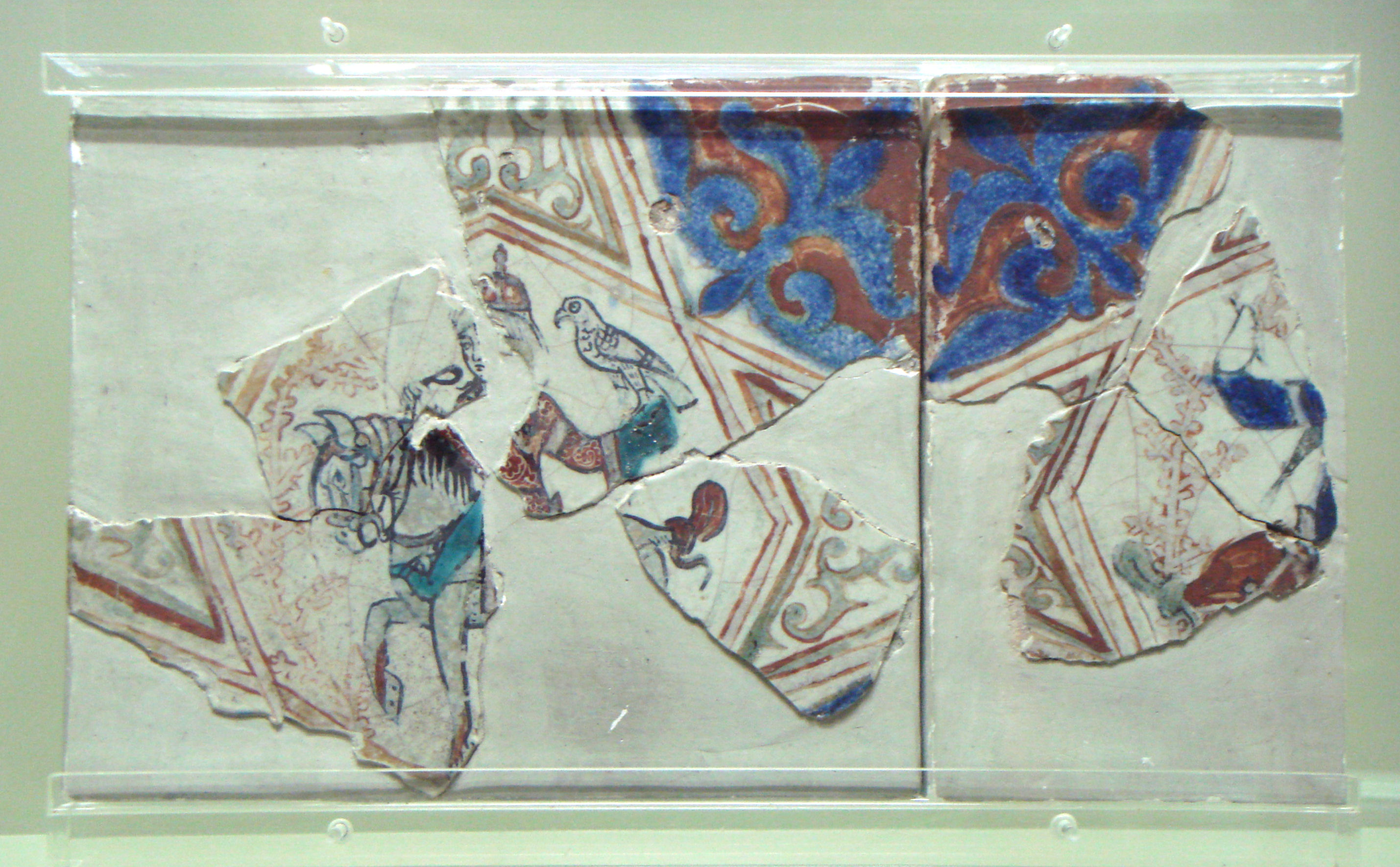
Glazed Anatolian Seljuq tile, Konya, Seconde moitié du XIIe siècle.

La région s'ouvre en revanche aux soies orientales. La principale exportation du nord-est iranien devient les peaux des bestiaux élevés par les pasteurs nomades. Ce produit est la parfaite illustration du tournant vers une économie agro-pastorale d'une région qui a été pendant des siècles clairement orientée vers la production agricole.

#### L'agitation politique
La diminution des ressources alimentaires mais aussi fiscales entraîne, selon Richard Bulliet, une augmentation notable des tensions politiques. Les tensions religieuses entre écoles sunnites ou entre orthodoxes et tenants d'un islam plus hétérodoxe ensanglantent la région. Les massacre des ismaéliens d'Isphahan dans les premières années du XIIe siècle en est un parfait exemple, dans ce cas les Ismaéliens répliquent en 1129 en exécutant 400 personnes à Qazvin. L'instabilité a pour effet de couper les routes commerciales, les caravanes étant couramment attaquées et les marchands ruinés par ces pertes.
Mais le changement politique le plus notable est celui de l'arrivée des Turcs seldjoukides en Iran à partir de 1037. Selon Richard Bulliet, les causes de ce mouvement vers le sud des tribus nomades seraient aussi liées au dérèglement de l'anticyclone de Sibérie qui fait s'effondrer les températures dans la steppe centre asiatique à partir de 1035. Pour protéger leurs troupeaux de dromadaires très affectés par le froid, les Turcs demandent la possibilité de trouver refuge plus au sud, ce qui leur est refusé par le sultan ghaznévide Masud. Les conflits qui s'ensuivent tournent vite à l'avantage des envahisseurs et les Ghaznévides doivent se replier vers l'est, ouvrant ainsi l'Iran et le Moyen-Orient à la domination turque. Ces conflits aggravent encore la situation alimentaire de populations déjà affectées par la famine et participent à l'effondrement de la société urbaine dans la région.
La conséquence politique la plus marquante est sans doute d'arracher l'Iran au reste du Moyen-Orient musulman à partir de 1050

### Hejaz et Yémen
La croissance des attaques de Bédouins contre les zones sédentarisées et les transports à la fin du Xe siècle semble établie par la décision du calife fatimide al-Aziz de transférer de force les tribus des Banu Hilal et des Banu Sulaym du désert du Nedj vers le sud de l'Égypte. Les attaques se poursuivent néanmoins; Ellenblum note qu'en 1007 la caravane du Hajj est pillée par les Bédouins, puis encore en 1008. Il attribue ces évènements comme les attaques menées contre les villes palestiniennes comme une indication des difficultés rencontrées par les tribus dont les troupeaux souffrent du froid et de la sécheresse et qui ont été particulièrement touchées par l'interruption des exportations de grain égyptien due à l'irrégularité des crues du Nil.

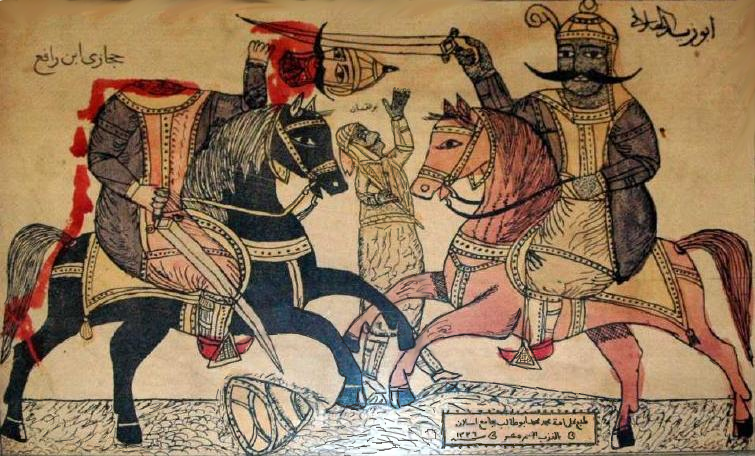
Gravure traditionnelle égyptienne représentant l'épisode de la geste hilalienne où Abou Zid al-Hilali décapite Hijazi Ibn Rafaa.
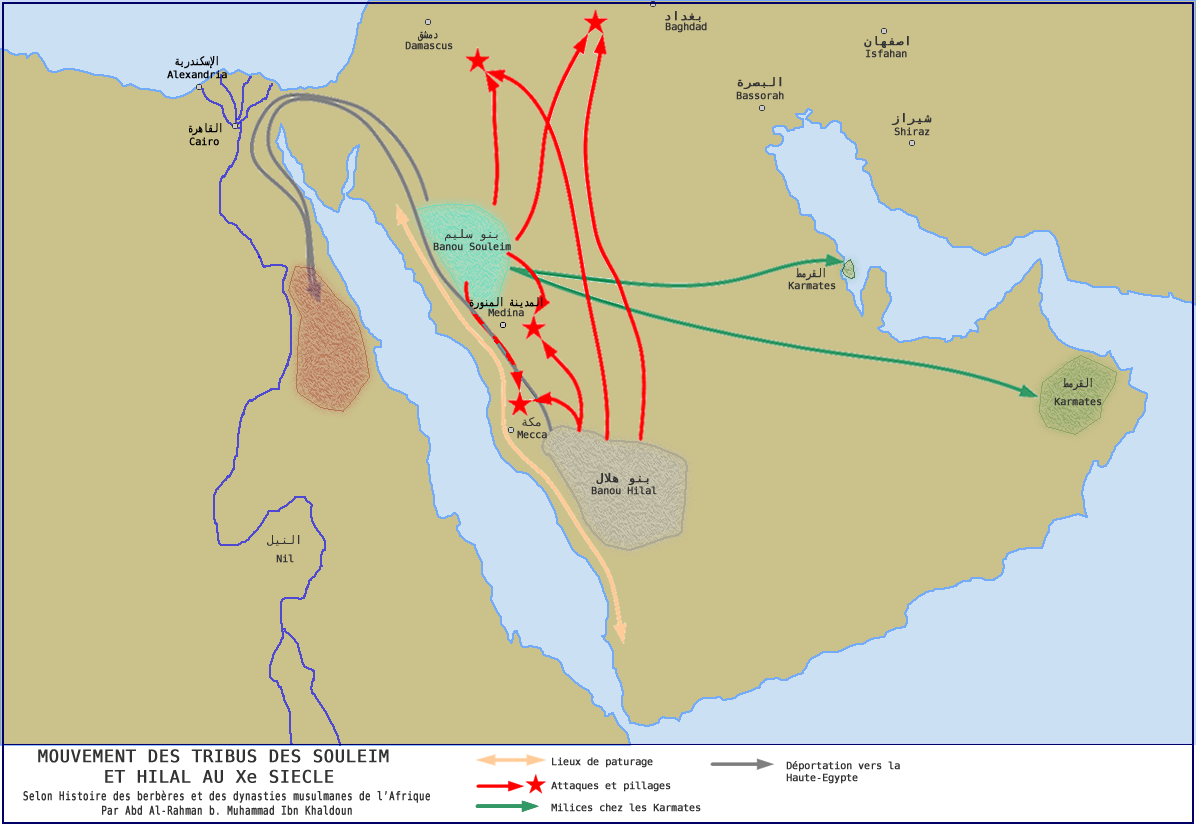
Mouvement des Banu Hilal et des Banu Sulaym au Xe siècle.

### Maghreb
Le Maghreb a été une des régions le plus durement touchées par la crise du XIe siècle. Allaoua Amara remarque que les difficultés figurent dans les textes en 989-991 lorsqu'une importante famine causée par la sécheresse touche l'Ifriqiya. Une partie de l'élite commerçante fait alors le choix d'émigrer vers l'Orient. Au cours du siècle et demi qui s'écoule ensuite une succession de sécheresses s'abattent sur le Maghreb. Une première série touche l'Ifriqiya et le Maghreb central entre 1004 et 1022, une seconde frappe très durement la région entre 1033 et 1042, entraînant la fururar, le fuite des Tripolitains vers l'ouest. L'année 1042 est même caractérisée dans les sources médiévales comme la sanat al-gubar (l’année de la poussière). Après d'autres famines en 1055 et surtout 1076, une longue crise frappe de nouveau le Maghreb entre 1089 et 1091 puis se poursuit par intermittence jusqu'en 1118. Une partie de la population rurale doit alors trouver refuge dans les villes où parviennent des vivres venant de l'extérieur. Les pires catastrophes adviennent cependant dans les années 1140. Les réfugiés des campagnes se voient interdire l’entrée en ville et une partie de la population passe même en Sicile.

Kalâa des Béni Hammad qui fut abandonnée sous la pression des Banu Hilal avant d'être détruite par les Almohades en 1152.

Les conséquences des catastrophes naturelles sont aggravées par l'instabilité politique chronique de la région. Les combats entre Hammadides et Zirides, les interférences des grands empires voisins fatimides et almoravides et les confrontations entre tribus berbères se conjuguent pour affaiblir plus encore des populations déjà rudement touchées par la sécheresse. Allaoua Amara avance ainsi l'hypothèse que Kairouan ait pu être en plein déclin dès la fin du Xe siècle en raison du départ de la cour fatimide pour Mahdia. Les attaques des tribus berbères contre les voies de communication commencent au début du Xe siècle, les voyageurs et les marchands doivent payer des droits de passage et de protection de plus en plus élevés, voire se déplacer sous la protection de gardes armés. Les villes ne sont pas non plus épargnées, Sétif, Adna, Bagay, Haz, M'Sila ou encore Mila sont détruites ou sérieusement endommagées par des opérations militaires. Au XIIe siècle, les raids normands et les attaques almohades qui entraînent le sac de la Kalâa des Béni Hammad continuent cette œuvre destructrice.
L'insécurité des routes, le manque de certitude pour les marchands et même les citadins entraîne un écroulement de l'économie maghrébine centrée sur les demandes urbaine et internationale qui sollicitent les campagnes depuis l'époque fatimide. Pour reprendre l'expression de S. R. Epstein, au Maghreb, la crise du XIe siècle a été une « crise de l'intégration » liée à l'effondrement des réseaux d'échange. Les routes de l'or, du sel et des esclaves à travers le Sahara ont peut-être, en particulier, été perturbées par ces événements comme l'indiquent le recul des communautés ibadites qui, dans la période précédente, avaient été des intermédiaires obligés tenant les grandes oasis sur les routes du désert.

#### Controverse hilalienne
L'ensemble de ces destructions a longtemps été porté au débit des populations arabes hilaliennes qui se sont répandues au Maghreb à partir de 1048. Considérés comme des pilleurs de caravanes et des pilleurs de villes, ils se sont vu accusés par Ibn Khaldun d'être tombés sur le Maghreb comme « une nuée de sauterelles ». Les historiens contemporains sont beaucoup plus mesurés dans leur jugement. Certes, les Hilaliens ont pris et détruit des villes et attaqué les voies de communications, mais ils étaient loin d'être les seuls à se livrer à ces activités violentes. Les Berbères aussi coupaient les routes et attaquaient les cités depuis longtemps.
Une fois intégrés dans la société nord-africaine, les nouveaux arrivants se seraient au contraire inscrits dans les réseaux d'échanges apportant leurs productions sur les marchés locaux. Certains historiens ont par ailleurs noté que, quelle que soit l'étendue des destructions hilaliennes, la facilité avec laquelle ils prennent Kairouan, Tunis et Mahdia reflète bien plus certainement l'essoufflement des économies maghrébines et des États qui s'appuient sur elles que la supposée sauvagerie des Bédouins. Les critiques ont particulièrement souligné que les élites citadines ont beaucoup perdu à l'arrivée des Hilaliens car ils leur disputent la rente foncière. Comme la majorité des écrivains sont issus de ces élites, ils ont sans doute eu tendance à surestimer leur impact et abusivement noirci le portrait qu'ils dressent des nomades. Dans quelle mesure la société entière, et pas seulement ses élites, est affectée par l'arrivée des Hilaliens reste donc sujet à interprétation.
Mais qu'elle vienne des Hilaliens ou d'autres sources, la violence et l'insécurité ont eu certainement des conséquences néfastes sur l'économie de la région. Les populations rurales sont contraintes d'abandonner les champs trop éloignés des villes car elles doivent revenir, chaque nuit, s'abriter derrière les murailles des raids des maraudeurs.

### Italie

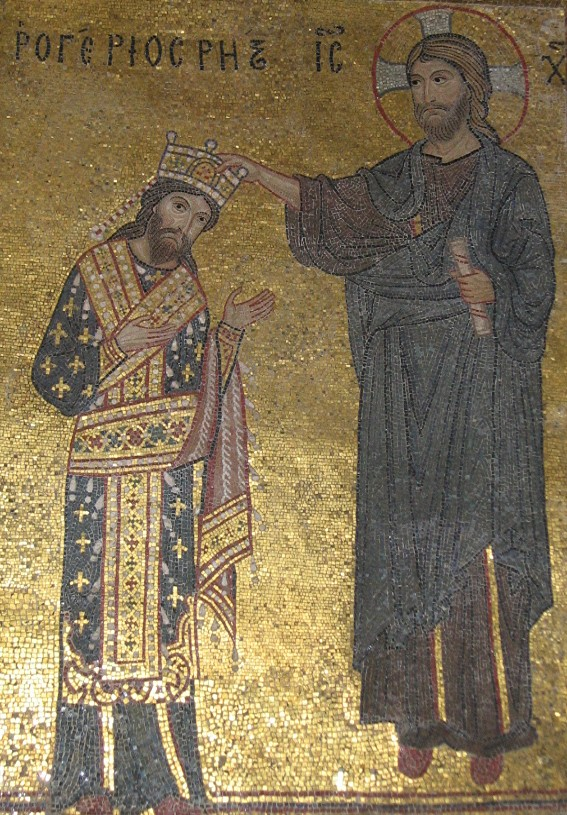
Roger couronné roi par le Christ (église de la Martorana, Palerme).

Ronnie Ellenblum note qu'en 1009 un très rude hivers entraîne la rébellion contre les Byzantins des villes des Pouilles. La faiblesse des Byzantins dans la botte est ensuite confirmée par le sac des côtes de Calabre par les Musulmans de Sicile et surtout par la révolte des mercenaires normands en 1017. Ellenblum note que l'impact disproportionné d'un petit nombre de Normands dans la région est une marque certaine de la fragilité du gouvernement byzantin en période de disette. Ces évènements ne sont pas immédiatement fatals à la domination de l'Empire sur le Mezzogiorno et le catapan Basile Boioannes (en) put reprendre le contrôle de la région. Néanmoins les problèmes internes de Byzance l'empêchent de résister au nouvel assaut des forces normandes sous la direction de Robert Guiscard.
L'Italie fut cependant en grande partie épargnée par la succession de catastrophes qui frappèrent la majeure partie de la Méditerranée au XIe siècle. En effet, les grandes villes marchandes italiennes comme Amalfi ou Sienne connaissent à cette époque un développement phénoménal, parfois aux dépens d'autres régions plus durement touchées par les crises comme le Levant ou le Maghreb. Allaoua Amara note aussi qu'aux pire moments de la crise, une partie de la population du Maghreb va trouver refuge auprès du roi de Sicile, Roger II. Ce qui semble indiquer que la grande île et la péninsule, bien que proches des rivages nord africains, sont moins touchées par la crise.

### Al-Andalus
Dans l’Espagne de Al-Andalus, le XIe siècle est une période de fitna, mais la division politique n'est pas réputée avoir eu un impact négatif sur l'économie et la démographie de la région. Cependant, il faut noter que l'accroissement de la pression militaire des royaumes chrétiens sur les taïfas musulmanes, l'émergence de frontières politiques là où il n'y avait que des limites administratives, la crise généralisée qui frappe la plupart des partenaires commerciaux habituels des Andalous n'ont probablement pas favorisé les activités productives.
La chute des Omeyyades a, en particulier, fait reculer la sécurité le long des voies de communications. Les pirates de Denia, par exemple, se lancent dans de nombreuses entreprises qui ont pour effet de perturber le commerce des marchands chrétiens ou musulmans hétérodoxes comme les ismaéliens de Sicile. Une autre conséquence de la disparition du califat est la disparition des alorines, les greniers publics, qui avaient régulièrement permis d'éviter les famines. Quoi qu'il en soit, en comparaison avec les perturbations profondes auxquelles ont été soumis les autres pays musulmans à l'est de la Méditerranée, il semble que si la crise s'est effectivement étendue à al-Andalus, elle n'a pas atteint des proportions similaires. En particulier, des références à des aides envoyées par les communautés juives espagnoles à leurs coreligionnaires de Sura et de Poumbedita (en) laissent penser que la crise en Espagne est sans commune mesure avec celle qui affecte l'Orient.

### Caucase

Le Royaume d'Arménie Mineure au XIe siècle

Le Caucase est sans doute l'une des régions le plus fortement affectée par l'extension vers le sud de l'anticyclone de Sibérie. Richard Bulliet suspecte que les conditions climatiques purent favoriser l'émigration de masse des Arméniens vers le sud de l'Anatolie dans les années 1030-1040. Ces larges mouvements de population, à leur tour, permettent de comprendre l'émergence des principautés arméniennes en Cilicie à partir de 1080. De même qu'en Iran, la faiblesse du pouvoir local générée par la crise climatique a pu grandement faciliter la chute de l'Arménie entre les mains des Turcs seldjoukides au milieu du XIe siècle.

## Conséquences

### Bilan humain
Au Maghreb, un bilan chiffré est difficile, mais, encore au XIIIe siècle, Mohammed al-Abdari ne fait pas mystère de la profonde dépression démographique qui affecte la région depuis la fin du Xe siècle. La peste de 1004 en particulier semble avoir fait des ravages. Mohammed Talbi, dans un article de 1977 parle de l'effondrement démographique du Maghreb aux XIe-XVe siècles<>. Entre l'An Mil et la fin de la crise, la région a peut-être perdu 20 % de ses 5 millions d'habitants.

Cependant il faut noter la différence entre les cas du Maghreb oriental et central d'une part, et celui du Maghreb occidental, l'actuel Maroc. En effet, un afflux de populations nomades (Hilaliens, Almoravides) et montagnardes (Almohades) ainsi que de réfugiés venant d'Orient et d'Espagne ou encore de marchands attirés par le détournement vers l'ouest des routes transsahariennes, a sans doute entraîné une augmentation de la population.
La situation est différente en al-Andalus. Au XIe siècle, pendant le règne des taïfas, la population serait en effet passée de 7 millions à presque 9 millions. Mais une diminution serait cependant intervenue au XIIe siècle.
Au-delà des cas individuels, le recul démographique de l'islam et du monde byzantin reste une tendance lourde. En 1000, les pays islamisés de l'Asie du sud-ouest et d'Afrique du nord représentaient 11,5 % de la population mondiale, en 1500, ces mêmes pays ne représentaient plus que 6,9 % de l'ensemble. Ainsi, alors que l'Europe occidentale et la Chine connaissaient une croissance démographie importante, les pays de l'est et du sud de la Méditerranée, au mieux, voyaient leur population stagner, au pire diminuer fortement.

### Possible rétablissement dustatu quo
Les économies connaissent aussi de profondes évolutions. Au Maghreb, la crise correspond à une orientation vers une économie plus pastorale, Dominique Valérian notant que l'effondrement démographique a sans doute laissé de la place aux bêtes.
Au niveau des échanges certaines routes sont abandonnées au profit de nouvelles voies de communication. Ainsi la ruine de Kairouan aux Xe et XIe siècles et les conflits qui émaillent la fin de la dynastie ziride en Ifriqiya entraînent le déplacement des routes transsahariennes vers l'ouest et le Maghreb al-Awsat et en particulier vers Bejaïa.

### Changements culturels
L'arrivée des nomades changent parfois le profil ethnique de régions entières. Ibn Khaldun remarque ainsi qu'au Maghreb les plaines sont occupées par les Bédouins hilaliens arrivés au milieu du XIe siècle alors que les populations berbères ont dû se réfugier sur les hauteurs. Il est commun de considérer que la société maghrébine se « bédouinisa » à cette occasion.
D'après W. Bulliet, le persan qui vers 900 était lentement mais surement remplacé par l'arabe, reprit de la vigueur à la faveur de la crise. Les motifs de littérature de l'époque sassanide reviennent à la mode (voir Le Livre des Rois) et l'esthétique pré-islamique reprend de la vigueur, en particulier avec le retour des représentations humaines, longtemps abandonnées en faveur des formes géométriques et de la calligraphie. Une autre conséquence est le recul de l'importance des Iraniens dans les études religieuses. Alors que presque la moitié des savants musulmans viennent de Perse vers l'An Mil, ce chiffre tombe à un tiers vers 1100 et 10 % un siècle plus tard. Le déclin économique des élites intellectuelles et religieuses iraniennes aide peut-être aussi à comprendre le développement de mouvements religieux hétérodoxes comme le soufisme ou le chiisme aux XIIe et XIVe siècles.
Ellenblum remarque que c'est à cette époque que les académies talmudiques d'Orient perdent soudainement leur prédominance au profit de celles d'Occident (voir Rachi).